# Kaôh Kon
Kaôh Kon är en ö i Kambodja.   Den ligger i provinsen Koh Kong, i den sydvästra delen av landet, 200 km sydväst om huvudstaden Phnom Penh. Arean är 0,76 kvadratkilometer.
Terrängen på Kaôh Kon är lite kuperad. Öns högsta punkt är 135 meter över havet. Den sträcker sig 1,1 kilometer i nord-sydlig riktning, och 1,0 kilometer i öst-västlig riktning.